# 大日塚古墳
大日塚古墳（だいにちづかこふん）は、埼玉県行田市佐間に所在する円墳である。佐間古墳群を構成する1基。

## 概要
行田市埋蔵文化財センターの敷地内にある。墳頂に嘉禎2年（1236）銘のある大日種子板碑があったので「大日塚」と称されるが、「うるし塚」、「山伏塚」とも呼ばれている。この板碑は日本で5番目に古い板碑で、昭和36年に県指定文化財に指定された。現在は保護のためセンター内に展示されているが、古墳の脇にその複製が展示されている。
墳丘は複数の主体部構築のため2回の改変が行われている。墳丘と周溝から埴輪が発見されたが、第1次墳丘に伴うものとみられる。

## 埋葬施設
墳頂下0.7メートルに2基の粘土槨、さらにその下0.3メートルに緑泥片岩製の箱式石棺1基が造られていた。第1次埋葬は箱式石棺とみられる。粘土槨は箱式石棺の直上に2基並列して造られていた。南側を第1粘土槨、北側を第2粘土槨と称している。
- 箱式石棺： 長さ1.8m、幅0.38~0.55m。主軸を東西に向ける。副葬品なし。
- 第1粘土槨：長さ2.8m、幅0.53m。大刀1、鉄鏃6、鹿角装刀子2。歯および粉末状の人骨が発見された。
- 第2粘土槨：長さ3.53m、幅0.58。刀子2、鉄製弓金具2、鉄鏃10。

第1次埋葬は5世紀末、第2次埋葬は6世紀前半と考えられる。